# 田川紀久雄
田川 紀久雄（たがわ きくを、1942年 - ）は、日本の詩人。

## 来歴
新潟県刈羽郡北条生まれ。
田川紀久雄は1981年に第一童話集『小さな町の物語』、1982年に第一詩集『火事ですよ』を出版して以来、2011年の『鎮魂歌 東日本大地震のための応援詩』などの詩集や全詩集をはじめ、童話集、エッセイ集と多彩な創作活動を続ける詩人である。
詩書を刊行する一方で田川は、1985年高円寺のライブハウス『猫屋敷』にて月1回の詩語りを開始して以来2011年まで、全国各地で独自の詩語りライブを、坂井のぶこと共に行なっている。
田川はまた画家でもあり、油彩画の個展約20回の実績をもつ。
田川はこれらの創作活動と同時に、出版社漉林書房の発行人として、多くの詩人の詩書を刊行しており、現在も詩誌『操車場 詩と評論』を編集・発行し、闘病の記録「末期癌日記」を連載している。

## 書籍

### 童話集
- 『小さな町の物語』（1981年、漉林書房）

### エッセイ集
- 『詩語りの現場報告』（1988年、漉林書房）
- 『続・詩語りの現場報告』（2003年、同上）
- 『詩語りの現場報告・Ⅲ』(2003年、同上）
- 『詩人のための朗読講座』(2005年、同上）

### 詩集
- 『火事ですよ』(1982年、漉林書房）
- 『道標』(1984年、同上）
- 『新伊勢物語』(1985年、同上）
- 『越後』(1985年、同上）
- 『峠の風』(1986年、同上）
- 『風土記』(1987年、同上）
- 『炎』(1988年、同上）
- 『失われた風景』(1989年、同上）
- 『風の唄』(1991年、同上）
- 『一つの愛に向けて』(1994年、同上）
- 『冬の旅』(1996年、同上）
- 『生きる証』(1998年、同上）
- 『泉谷 栄論』(1999年、同上）
- 『津軽まで』(2000年、同上）
- 『寂寥はどこから』(2001年、同上）
- 『翔び立つ日を夢見ながら』(2002年、同上）
- 『音を聞きに出かける』(2003年、同上）
- 『種田山頭火を詠む』(2003年、同上）
- 『時代』(2004年、同上）
- 『田川紀久雄全詩集 第一巻』(2004年、同上）
- 『田川紀久雄全詩集 第二巻』(2004年、同上）
- 『かなしいから』(2005年、同上）
- 『道化師』(2006年、同上）
- 『見果てぬ夢』(2007年、斑猫書房）
- 『生命の旅 第一章 生命の旅立ち』(2008年、同上）
- 『生命の旅 第二章 生命の尊厳』(2009年、同上）
- 『生命の旅 第三章 生命の歓び』(2009年、同上）
- 『未来への旅』(2010年、同上）
- 『祈り』(2010年、漉林書房）
- 『いのちの聲』(2011年、同上）
- 『鎮魂歌 東日本大地震のための応援詩』(2011年、同上）
- 『神話の崩壊』（2012年、同上）
- 『いのちとの対話』（2012年、同上）
- 『愛するものへ』（2012年、同上）
- 『慈悲』（2013年、同上）
- 『いのちのひかり』（2013年、同上）
- 『寄り添う』（2013年、同上）
- 『遠ざかる風景』（2014年、同上）
- 『聲を求めて』（2014年、同上）
- 『哀しみの渚』（2014年、同上）
- 『哀しみを越えて』（2014年、同上）
- 『復活』（2014年、同上）
- 『新たなる旅立ち』（2015年、同上）
- 『天空を舞う』（2015年、同上）
- 『寂静』（2015年、同上）